# 全国ラジオネットワーク
全国ラジオネットワーク（ぜんこくラジオネットワーク、英: National Radio Network、略称：NRN）は日本のラジオネットワークの一つ。フジ・メディア・ホールディングス傘下（フジサンケイグループ）のニッポン放送と文化放送（共に本社は東京都）をキー局としている。1965年5月3日発足。加盟局は現在40局（単独加盟局10、クロスネット局30、内訳は後述）。ラジオネットワークとしても、国内の民放ネットワークとしても日本最大である。
ネットワークへの送出装置はニッポン放送と文化放送両局のマスター（主調整室）に設置されており、タイムテーブルにしたがって双方の局が回線を確保する仕組みとなっている。事務局はニッポン放送・文化放送が2年毎の交代制で担当。2024年7月より、ニッポン放送内に置かれている。

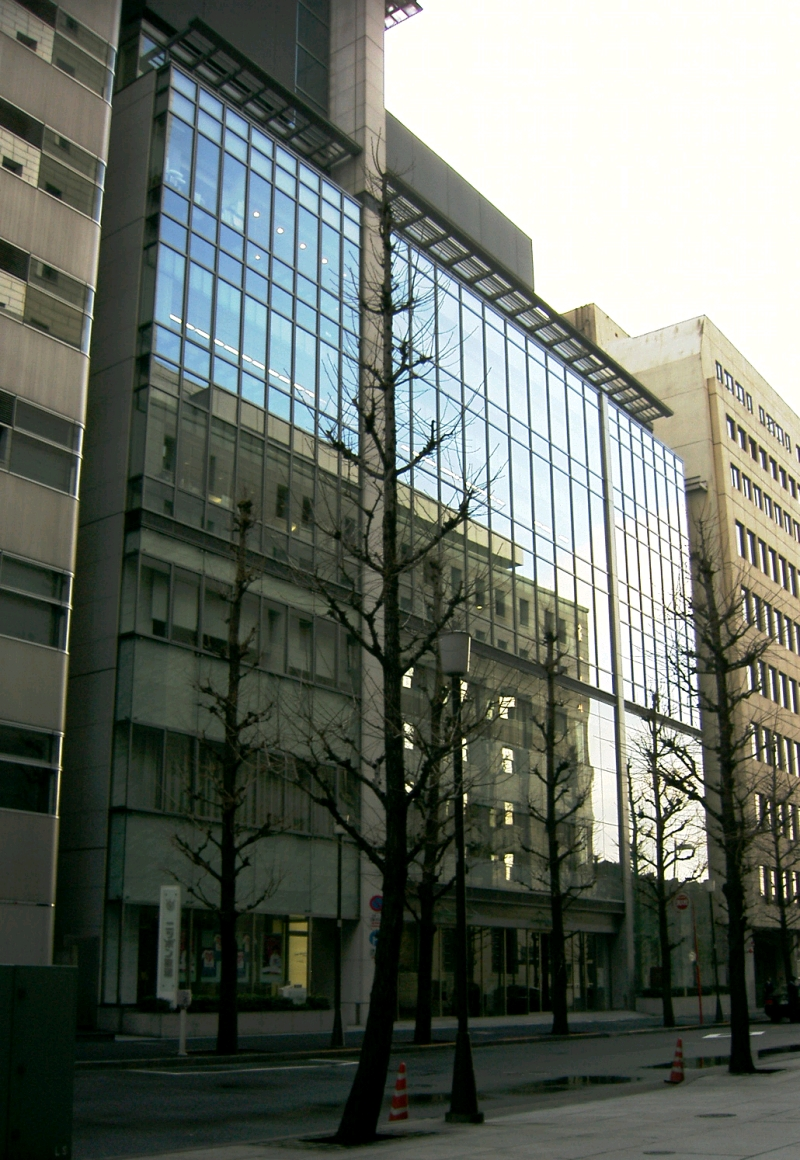
NRNのキー局の1つ：ニッポン放送（有楽町本社）

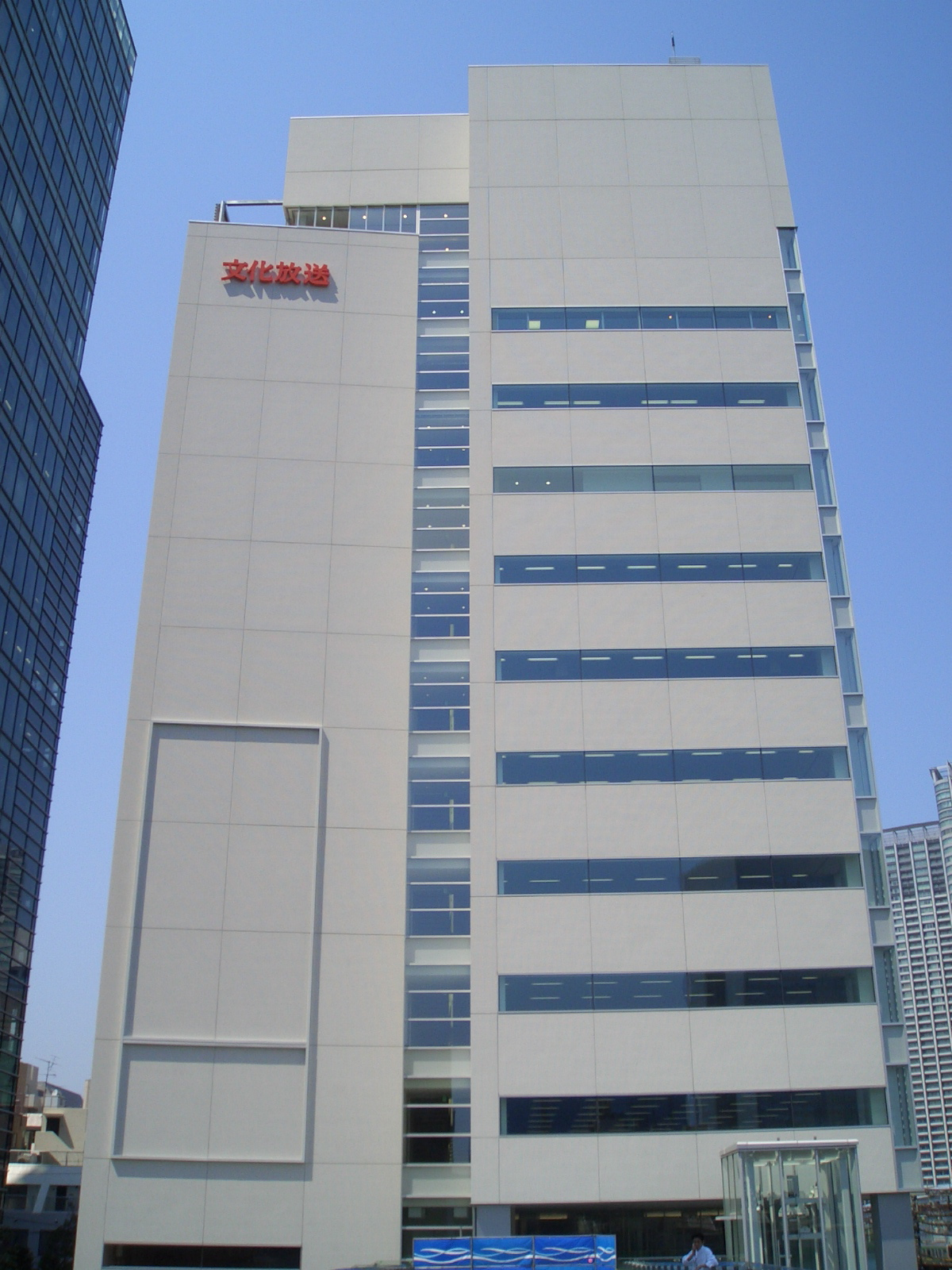
NRNのキー局の1つ：文化放送（文化放送メディアプラス）

## 発足の背景
1960年（昭和35年）以降からテレビ放送が全盛となる中、ラジオ事業が後退するといった事態に対処するため、東京放送（TBS） が当時テレビ網で成功したJNNを模倣参考にしたラジオのラインネットワークを構築すべく、ジャパン・ラジオ・ネットワーク（JRN）の発足準備を進めていた。しかし、番組配信（テープネット）の形で独自のネットワークを構成していた文化放送とナショナルスポンサー付き番組 を地方局にセールスすることが主な売上となっていたニッポン放送は、TBSラジオが推し進めようとしたこのラインネットワーク構想を察知すると危惧を感じ、これに対抗するためにラインネットワークを起こすこととなった。
ところが、地方の各局は東京や大阪の各局の番組を購入している実績や置かれている現実もあったため、その流れによって、多くの局がJRNとのクロスネットを選択することとなった。在阪局も加盟局が3つあるが、そのうちMBSとABCに関しては後述するように文化放送、ニッポン放送とも独自に交流を深めていたこと、他方でラジオ東京（KRT・現:TBSラジオ）とも同根であったことからこちらもまた独自に交流があった。そのことから結果としてラジオ大阪を含めて3局が加盟している。
TBSラジオ中心のJRNとの最大の違いとしてはネットワーク自体が主に文化放送とニッポン放送の在京2局が中心になっている点である。ただし、キー局が交互に決められた時間枠内で配信する形式をとっているため、同時に2局の放送を全国に流せない。そのため、どちらかの放送をネットさせる時はもう一方の在京局はNRN番組ではない裏ネット という形をとる場合が多いが、そのうえNRN回線に流れている番組がNRNとしての番組でない場合 もあり、複雑なネットワークを構成している。そのため、主としてニュースネットワークを考慮していたJRNとは違い、NRNではNRN番組でも録音配信をしている物が多い。しかし、NRNでもっともネット局の多いラインネット番組はニュース・パレードであり、やはり地方局参加型ニュース番組である。
なお、報道特番や災害義捐金を受け付ける際、JRNはその名称を用い、JFNでは恒常的に用いるが、NRNはキー局が2つあるうえ、各局で各々行うことが多いことなどを鑑みてか「NRN」の名称はかつて開設されていた公式サイトや、各放送局のタイムテーブル以外で用いられることが少ない。

## 伝送システム
伝送回線は専用線を使用している。かつてはNTTコミュニケーションズのアナログ専用線（帯域品目はAM放送・音声伝送の2系統）を使用しており、番組音声本線と打ち合せ用同報電話回線の2本で構成され、障害に備えて全経路2重化されていた。現在は光回線に変更されている。
NRN親機は文化放送・ニッポン放送の両局に設置されている。両局から同時にNRNラインに番組を送出することができないため、親機の切り替えはオンエア権の移動で行っている。オンエア権を移動する場合、他方の親機が送出する番組の開始60秒前までにNRNラインへの送出を終了し、他方の親機は番組開始45秒前までにNRNラインへ送出を始めることとなっている。
- 番組音声本線： 番組配信用。上りがキー局からの素材受け用、下りがキー局への素材送り用となっている。伝送帯域50Hz～10kHz。
- 打合せ線： ネット局への業務連絡・CMキュー信号などの送受信用。放送線が使用できなくなった場合は、打合せ線で番組を配信することもできる。伝送帯域300Hz～3.4kHz。

このほかにもインターネットを利用した番組ファイル配信システムも構築されており、FIFAワールドカップなどの際には事前レポート・試合ダイジェストなどのミニ番組を日本民間放送連盟加盟のラジオ局に配信するためにも使用している。

## 加盟局
内訳は（NRN）単独加盟局10局、クロスネット局30局。AM単営12局（STV・RFC・QR・LF・LuckyFM・CRT・SF・ABC・MBS・OBC・WBS・ROK）、ラテ兼営28局 となっている。また、NRN単独加盟局のうち、ラテ兼営局の放送局は京都KBSと福岡KBCの2局のみである。
この表は、地域や都道府県の配列に際し、日本民間放送連盟公式サイト「会員社」ページの表記に準じて記載している（一部に例外あり）。
KBS滋賀を除く全局で「radiko.jp」配信及び「ワイドFM」を実施。
- ◆ - NRN単独局
- ◇ - NRN/JRN重複加盟局
- ☆ - テレビ放送兼営で併設テレビはJNN系列の局
- ★ - テレビ放送兼営で併設テレビはNNN系列の局
- ● - テレビ放送兼営で併設テレビはANN系列の局
- ○ - テレビ放送兼営で併設テレビは無所属（独立局）の局
- ▼ - AMステレオ放送実施局
- △ - 送信設備を持たない認定地上基幹放送事業者
- □ - 基幹局

### 現在の加盟局
※加盟年月日のない放送局は結成とともに加盟した局。
| エリア     | 略称    | 放送局名          | 備考 | 記号 |
| ---------- | ------- | ----------------- | --- | ---- |
| 北海道     | HBC     | 北海道放送        | | ◇☆□  |
| 北海道     | STV     | STVラジオ         | 2005年10月1日加盟 （同年9月30日までは札幌テレビ放送） | ◆□   |
| 青森県     | RAB     | 青森放送          | 1965年8月1日加盟 | ◇★   |
| 秋田県     | ABS     | 秋田放送          | | ◇★   |
| 岩手県     | IBC     | IBC岩手放送       | 1995年6月22日までの社名は「岩手放送」。 | ◇☆   |
| 山形県     | YBC     | 山形放送          | | ◇★   |
| 宮城県     | tbc     | 東北放送          | ネットワークへのライン送出が可能な設備がある。 | ◇☆□  |
| 福島県     | rfc     | ラジオ福島        | | ◇    |
| 関東広域圏 | QR      | 文化放送          | キー局（共同でキー局を担当） 両局に設置されている「NRN親機」を経由してライン送出。 | ◆□   |
| 関東広域圏 | LF      | ニッポン放送      | キー局（共同でキー局を担当） 両局に設置されている「NRN親機」を経由してライン送出。 | ◆□   |
| 栃木県     | CRT     | 栃木放送          | 1978年加盟 | ◆    |
| 茨城県     | LuckyFM | LuckyFM茨城放送   | 2001年4月1日正式加盟 2024年1月31日までの社名は「茨城放送」。 | ◆    |
| 長野県     | SBC     | 信越放送          | | ◇☆   |
| 山梨県     | YBS     | 山梨放送          | 1979年2月1日加盟 | ◇★   |
| 新潟県     | BSN     | 新潟放送（2）     | 2023年6月1日加盟 （同年5月31日までは新潟放送（1）） | ◇☆   |
| 静岡県     | SBS     | 静岡放送          | ネットワークへのライン送出が可能な設備がある。 | ◇☆□  |
| 富山県     | KNB     | 北日本放送        | | ◇★   |
| 石川県     | MRO     | 北陸放送          | 1980年12月1日加盟 | ◇☆   |
| 福井県     | FBC     | 福井放送          | | ◇★   |
| 中京広域圏 | SF      | 東海ラジオ放送    | 1965年7月24日加盟 ネットワークへのライン送出が可能な設備がある。 | ◆□   |
| 京都府     | KBS     | 京都放送          | 滋賀県内はKBS滋賀、radikoの配信は京都局のみ | ◆○   |
| 滋賀県     | KBS     | 京都放送          | 滋賀県内はKBS滋賀、radikoの配信は京都局のみ | ◆○   |
| 近畿広域圏 | ABC     | 朝日放送ラジオ    | 3社全てにネットワークへのライン送出が可能な設備がある。 また、ABCとMBSはJRNの基幹局も兼ねている。 ABCは2018年4月1日加盟 （同年3月31日までは朝日放送） MBS（3）は2021年4月1日加盟 （2017年3月31日までは毎日放送（1）、 2017年4月1日から2021年3月31日までは毎日放送（2）） ラジオ大阪の2024年12月31日までの社名は『大阪放送』。 | ◇□   |
| 近畿広域圏 | MBS     | MBSラジオ（3）    | 3社全てにネットワークへのライン送出が可能な設備がある。 また、ABCとMBSはJRNの基幹局も兼ねている。 ABCは2018年4月1日加盟 （同年3月31日までは朝日放送） MBS（3）は2021年4月1日加盟 （2017年3月31日までは毎日放送（1）、 2017年4月1日から2021年3月31日までは毎日放送（2）） ラジオ大阪の2024年12月31日までの社名は『大阪放送』。 | ◇□   |
| 近畿広域圏 | OBC     | ラジオ大阪        | 3社全てにネットワークへのライン送出が可能な設備がある。 また、ABCとMBSはJRNの基幹局も兼ねている。 ABCは2018年4月1日加盟 （同年3月31日までは朝日放送） MBS（3）は2021年4月1日加盟 （2017年3月31日までは毎日放送（1）、 2017年4月1日から2021年3月31日までは毎日放送（2）） ラジオ大阪の2024年12月31日までの社名は『大阪放送』。 | ◆▼□  |
| 和歌山県   | WBS     | 和歌山放送        | | ◇▼   |
| 鳥取県     | BSS     | 山陰放送          | | ◇☆   |
| 島根県     | BSS     | 山陰放送          | | ◇☆   |
| 岡山県     | RSK     | RSK山陽放送       | 2019年4月1日加盟 （同年3月31日までは山陽放送） | ◇☆   |
| 広島県     | RCC     | 中国放送          | ネットワークへのライン送出が可能な設備がある。 | ◇☆□  |
| 山口県     | KRY     | 山口放送          | | ◇★   |
| 徳島県     | JRT     | 四国放送          | 1969年6月15日加盟 | ◇★   |
| 香川県     | RNC     | 西日本放送        | | ◇★   |
| 愛媛県     | RNB     | 南海放送          | 1979年3月1日加盟 | ◇★   |
| 高知県     | RKC     | 高知放送          | | ◇★   |
| 福岡県     | KBC     | 九州朝日放送（2） | 2023年4月1日加盟 （同年3月31日までは九州朝日放送（1）） ネットワークへのライン送出が可能な設備がある。 | ◆●□  |
| 長崎県     | NBC     | 長崎放送          | 1967年3月16日加盟 佐賀県内はNBCラジオ佐賀。 | ◇☆   |
| 佐賀県     | NBC     | 長崎放送          | 1967年3月16日加盟 佐賀県内はNBCラジオ佐賀。 | ◇☆   |
| 熊本県     | RKK     | 熊本放送          | | ◇☆   |
| 大分県     | OBS     | 大分放送          | | ◇☆   |
| 宮崎県     | MRT     | 宮崎放送          | | ◇☆   |
| 鹿児島県   | MBC     | 南日本放送        | | ◇☆   |
| 沖縄県     | ROK     | ラジオ沖縄        | 1972年5月15日正式加盟 | ◆    |

### 過去の加盟局
| エリア     | 略称 | 放送局名          | 備考 | 記号 |
| ---------- | ---- | ----------------- | --- | ---- |
| 北海道     | STV  | 札幌テレビ放送    | 2005年9月30日まで加盟。 2005年10月1日、札幌テレビ放送のラジオ部門分社化により、STVラジオに放送免許を継承。        | ◆★□▼ |
| 近畿広域圏 | MBS  | 毎日放送（1）     | 2017年3月31日まで加盟。 2017年4月1日に認定放送持株会社に移行のため毎日放送（2）に放送免許を継承。                 | ◇☆□F |
| 近畿広域圏 | MBS  | 毎日放送（2）     | 2017年4月1日から2021年3月31日まで加盟。 毎日放送（2）のラジオ部門分社化により、MBSラジオ（3）に放送免許を継承。   | ◇☆□F |
| 近畿広域圏 | ABC  | 朝日放送          | 2018年3月31日まで加盟。 2018年4月1日に認定放送持株会社に移行のため朝日放送ラジオに放送免許を継承。                | ◇●□  |
| 兵庫県     | CRK  | ラジオ関西        | 加盟期間はNRN発足日 - 1978年春頃。                                                                                |      |
| 岡山県     | RSK  | 山陽放送          | 1997年10月1日から2019年3月31日まで加盟。 2019年4月1日に認定放送持株会社に移行のためRSK山陽放送に放送免許を継承。  | ◇☆   |
| 福岡県     | KBC  | 九州朝日放送（1） | 2023年3月31日まで加盟。 2023年4月1日に認定放送持株会社に移行のため九州朝日放送（2）に放送免許を継承。             | ◆●□  |
| 新潟県     | BSN  | 新潟放送（1）     | 1976年6月1日から2023年5月31日まで加盟。 2023年6月1日に認定放送持株会社に移行のため新潟放送（2）に放送免許を継承。 | ◇☆   |

### 補足
NRNでは文化放送（QR）とニッポン放送（LF）が基幹局に当たるため、NRNのラインネットでは、2社の番組が交互に流れている。このため、2社の番組が同時間帯に同時にNRN経由で流れることはない。平日の22:00以降に放送される番組を例に取れば、22:00 - 24:00：LF『オールナイトニッポン MUSIC10』（月 - 木曜日） / 『オールナイトニッポンGOLD』（金曜日） →24:00 - 25:00：QR『レコメン!』（月 - 木曜日） / 『嵐・相葉雅紀のレコメン!アラシリミックス』（金曜日）→25:00 - 27:00： LF『オールナイトニッポン』という流れで構成されている。ただし、2014 FIFAワールドカップの試合中継では、メイン／バックアップの2回線を特別に運用。メイン回線を通常番組と同様の配信に利用する一方で、バックアップ回線ではQR制作分中継での実況音声をNRN加盟局に配信した。
NRN加盟社のうち、東北放送、文化放送、ニッポン放送、静岡放送、東海ラジオ放送、ラジオ大阪、朝日放送ラジオ、MBSラジオ、中国放送、九州朝日放送では、ラインへの番組送出が可能な設備を保有している。以上の10社を指して「基幹局（社）」とする場合もあるが、公式には明らかにしていない。また、10社には在北海道の2社（北海道放送とSTVラジオ）が含まれていない。
兵庫県のラジオ関西は1978年（昭和53年）まで加盟していたが、プロ野球の巨人戦中継放送権利の問題で除名処分を受け、独立局になった。ただこれによりNRNとの関係が完全に途切れたわけではなく、現在は在阪3局で放送されない番組を番組販売購入の形でネット受けしたり、NRNナイターのCMだけスポンサードネット、『レコメン!』・『オールナイトニッポン0(ZERO)』の同時ネットを行っているなど、NRNとの関係は現在も続いている。詳細は該当記事や発端となった「ラジオ日本ジャイアンツナイター#JRN・NRNとの関係」の項を参照。
朝日放送ラジオでは本社・東京支社間に中継用のIP回線を2回線用意していることから、NRN回線を使わずに東京支社とNRN各局を直接つないで番組を伝送することもある。
東海3県は東海ラジオ放送（SF）が単独で加盟しているが、JRNにのみ加盟している競合局のCBCラジオもQR・LFとの関係が強い。そもそもCBCでは、QRやNJB（新日本放送。現在のMBSラジオ）と共同で街頭録音番組を制作していた。また、『オールナイトニッポン』を全国規模で放送することが決まった際に、LFがSFに東海3県での放送を打診したところ、SFは打診を固辞していた。同じ時間帯に自社制作で放送していた『ミッドナイト東海』（現在の『東海ラジオミッドナイトスペシャル』）が打診の時点で大きな人気を博していたことによるもので、LFは同番組の影響で劣勢に立っていたCBCへ打診した末に、千代田会館7F・CBC東京支社経由で東海3県向けの同時ネットに漕ぎ着けた。また、岐阜放送ラジオは当初からNRNに加盟していないが、SFで編成を見送ったNRNネット番組の一部を購入したうえで放送している。
北海道では北海道放送（HBCラジオ）とSTVラジオの2社が加盟している。ただしHBCはJRNにも重複加盟しており、かつ兼営するテレビ局がTBS系列であること、そしてSTVがNRNに単独加盟していることから報道関係・プロ野球中継についてはTBS・CBC・RKB・RBCの各JRN単独加盟局に準じた扱いがとられており、事実上の棲み分けがなされている。
RSK山陽放送は、隣県（香川県）の西日本放送との棲み分けから長らくJRN単独加盟を続けたが、深夜放送のネットを確保することから1997年（平成9年）NRNに加盟した。この際、RNCもJRNに加盟している。同様の例としては、1980年（昭和55年）にJRN単独局だった北陸放送（石川県）がNRNに加入する一方、隣県（富山県）のNRN単独局だった北日本放送がJRNに加盟している。
ニッポン放送、文化放送ともにエフエムナックファイブ（FM NACK5）と協力関係にあることから、一部のNACK5の番組が番組販売という形でNRN系列局（一部JRN単独局や独立AM局）で放送されることもある。
かつてはFOLネットが存在した。1955年（昭和30年）にRKB毎日放送、新日本放送（NJB）、ニッポン放送（LF）とラジオスポーツ番組のラインネットワークを結んだ時代があった。ラジオ中国（現在の中国放送）の等協力もあって、RKB毎日放送がTBSラジオとのネットワークを構築する直前の1962年（昭和37年）まで継続した。FOLとは、各局のコールサイン（RKBのJOFR、NJBのJOOR、LFのJOLF）から取ったものである。その名残ではあるが、数は少ないもののいくつかのNRN系の番組をRKB毎日放送でもネットしている（『レコメン!』、『オールナイトニッポンサタデースペシャル』など）。また、TBSラジオのプロ野球中継からの原則撤退により、プロ野球中継でもニッポン放送との関係が復活し、文化放送との関係も起こされた。
また「ニッサングリーンカップ・全国草野球大会」や「トヨタチャレンジカップ・全国クラブチームサッカー選手権大会」に関しては岐阜放送ラジオ（岐阜県担当）、ラジオ関西（兵庫県担当）が後援していた。（北海道はSTV、茨城放送のある茨城県と栃木放送の栃木県を除く関東はニッポン放送、大阪府は前者は大阪放送、後者は朝日放送、京都府・滋賀県はKBS京都、奈良県は当時の毎日放送、佐賀県はNBCラジオ佐賀が担当）
2012年（平成24年）5月にはNRN公式サイトが本格開設されたが、2021年に閉鎖されている NRN。その前にも一時期NRNのHPは存在していた。なお、2009年（平成21年）10月よりニッポン放送のサイトに、ニッポン放送の番組（地方局向けの裏送り番組も含む）についてのネット局情報のみではあるが、HPが設けられている（全国ラジオネットワーク）。なおNRN加盟局だけでなくニッポン放送の番組を放送している独立局やJRN単独加盟局へのリンクもあり、TBSラジオ・文化放送・ラジオ日本以外全ての国内民放AMラジオ局のHPへアクセスできる。
2011年（平成23年）3月11日、東北地方太平洋沖地震（東日本大震災）の発生を受け、「勇気と元気つながろうジャパン!」（文化放送）、「ひとつになろう!ニッポン」（ニッポン放送）のスローガンを展開。
系列40局はすべて、ACジャパン（旧・公共広告機構）の正会員企業の一つであり、40社含む計1000社以上の民間企業・団体が所持する資源を少々出し、広告としてテレビのコマーシャルメッセージなどを通じて同団体の公共広告を放映・展開している。

## 代表的なネット番組
◇はSTVラジオがネット。◆はHBCラジオがネット。

◎はラジオ大阪がネット。□はMBSラジオがネット。■はABCラジオがネット。★はMegaNet加盟のFM局FM COCOLOがネット。

△はCBCラジオがネット。▲はRKBラジオがネット。▽はRBCiラジオがネット。（CBCラジオ、RKBラジオ、RBCiラジオの3局はJRN単独加盟局）。

○はぎふチャンがネット。●はラジオ関西がネット。（ぎふチャンとラジオ関西は独立局）。

※この中にはNRN事務局が発行した、正規のNRN番組表に載っていない番組も含まれる。かつては、文化放送のタイムテーブルやNRN公式サイトのトップページで確認することができた。
なお、地域によってはブロックネット（特定地域の放送局に向けた番組）もあるが、大半の放送局はNRN/JRNクロスネット局であり、事実上「NRN/JRN共同ブロックネット」という位置付けである。

### 現在放送中

#### 文化放送 発
- 「おはよう寺ちゃん」内
  - おはよう寺ちゃんニュース最前線（文化放送では「エルフ モーニングダッシュ」の冠が付く）
  - 武田鉄矢・今朝の三枚おろし◎（一部の局（◆を含む）は企画ネット番組）
- 「くにまる食堂」内
  - ランチタイム ニュース●
- 「大竹まこと ゴールデンラジオ!」内
  - 大竹まこと ゴールデンラジオ!（本編）（金曜は従来通り文化放送のみのローカル番組として放送）
  - 大竹発見伝〜ザ・ゴールデンヒストリー
- 長野智子アップデート（16:30以降と金曜の全編は文化放送のみのローカル番組として放送）
- ニュース・パレード（一部の局は企画ネット番組）◇◎
- みんなの音楽室（ナイターオフシーズンのみ）
- 青山二丁目劇場
- アンジェリーナ1/3のA世代!ラジオ■
- 私立恵比寿中学 放送部
- Snow Manの素のまんま◆▲
- ラジオアミューズメントパーク（ナイターオフシーズンのみ、文化放送は一部（2022年度の場合は「前迫潤哉&十味 音の箱」「群咲の古参ぶるなら今なのでは!?」）を除き裏送り制作。）
- 「レコメン!」内
  - レコメン!（本編）▲◆●（2009年7月6日 - 2014年3月28日は■、番組開始 - 2009年7月3日まではCMのみ◎）
  - Girls²のがるがるトーク![注釈 43]
  - King & Prince 永瀬廉のRadio GARDEN○▲◆●[注釈 44]
  - 嵐・相葉雅紀のレコメン!アラシリミックス◆▲（金曜日「レコメン!」枠）
- アーサー・ビナード ラジオぽこりぽこり
- 東映公認 鈴村健一・神谷浩史の仮面ラジレンジャー◎
- 堀江由衣の天使のたまご（かつては●）
- 早見沙織のふり〜すたいる◎
- 東山奈央のラジオ@リビング◎
- 小原好美のココロおきなく◎
- 指出毬亜のさしでがましいようですが◎
- 斉藤壮馬・石川界人のダメじゃないラジオ◎
- 夕実&梨沙のラフストーリーは突然に◎
- 上田麗奈のひみつばこ◎
- えなこの○○ラジオ◎
- 結婚式は あいのなか で◎
- ヴァイナル・ミュージック〜for. EK〜大人の歌謡クラブ◎
- 村上信五くんと経済クン●
- 田村淳のNewsCLUB（かつては▲▽）
- 伊東四朗 吉田照美 親父・熱愛
- 峰竜太とみんなの信州
- Snow Man 佐久間大介の待って、無理、しんどい、、
- A&Gメディアステーション FUN MORE TUNE
- 神谷浩史・小野大輔のDearGirl〜Stories〜◎
- 朝の小鳥■（かつては◆▽）
- 志の輔ラジオ 落語DEデート（かつては◇◆■△）
- ミスDJ SOUND GARDEN
- ますだおかだ岡田圭右とアンタッチャブル柴田英嗣のおかしば
- 編集長 稲垣吾郎▲
- おとなりさんday（2024年度ナイターオフシーズンのみ地方ネットあり。ナイターシーズンは引き続き文化放送のみのローカル放送）
- アインシュタイン・山崎紘菜 Heat&Heart!◎
- BOAT RACEライブ（競艇中継、不定期）◆◎▲○●▽
- 乃木坂46の「の」◆■
- 日向坂46の「ひ」（かつては◇）
- 水樹奈々 スマイルギャング（かつては◇◎）
- 新春スポーツスペシャル 東京箱根間往復大学駅伝競走実況中継◆△■
- 防災の日スペシャル（毎年9月1日11:00 - 12:00[注釈 45]）○●◎
- 母の詩～母の日によせて～（毎年ゴールデンウィークに放送。2021年まで文化放送は1時間55分の放送だが、ネット局では文化放送で流れる前半部分とエンディングのみの1時間放送だった。2022年より全局1時間に統一）○●◎
- オールディーズ・アンソロジー（裏送り制作）
- ラジカセメモリーズ（裏送り制作）[注釈 46]
- 髭男爵 山田ルイ53世のルネッサンスラジオ（裏送り制作。ポッドキャストでは通年配信）■
- さだまさしカウントダウンスペシャル（年越し特番。東海ラジオは曜日に関わらずネット。それ以外の地方局へは大晦日基準で月 - 木曜開催時に限り「レコメン!」に準じてネット）

#### ニッポン放送 発
- 「飯田浩司のOK! Cozy up!」 内
  - 黒木瞳のあさナビ◇□▽
  - お早うネットワーク◇□（一部の局は企画ネット番組）
    - 「お早う! ニュースネットワーク」
    - 「畑中秀哉の情報宝島」（裏送り制作。主に「お早う! ニュースネットワーク」をネットしない地域で放送。）

  - SUZUKIハッピーモーニング 羽田美智子のいってらっしゃい◇□
- 「あなたとハッピー!」内
  - 久光製薬 リラックスタイム◇■（企画ネット番組）
  - テレフォン人生相談◆△◎（ニッポン放送は平日のみ放送。土曜日は裏送り制作）
- 「高田文夫のラジオビバリー昼ズ」内
  - ランチリクエスト◇■（企画ネット番組。ニッポン放送では「文夫のちょっといい話」のコーナーにあたる）
- ザ・ラジオショー（「中川家 ザ・ラジオショー」は●、「サンドウィッチマン ザ・ラジオショー サタデー」は◆▲）
- 「辛坊治郎ズーム そこまで言うか!」「うどうのらじお」内
  - あなたにハッピー・メロディ◇◎（一部の局は企画ネット番組）（ニッポン放送は裏送り制作のみで放送は無し）
- 鶴光の噂のゴールデンリクエスト（ナイターオフ編成のみ。2021・2024年度 火 - 木曜、2022・2023年度 水 - 金曜。2020年度はニッポン放送ローカル番組として放送）
- ゲッターズ飯田 ラジオで占いまSHOW（ナイターオフ編成のみ。2020年度 木曜、2022年度 火曜20時台、2023年度以降 水曜20時台。2021年度はニッポン放送ローカル番組として土曜午後に放送）
- NEXT STAGEへの提言Ⅱ（ナイターオフ編成のみ。2024年度 木曜20時台。ニッポン放送では「ニッポン放送開局70周年記念」の肩書付きで放送）
- 泉房穂の情熱ラジオ（ナイターオフ編成のみ。2024年度 金曜。20時台は原則として裏送り制作）
- 古家正亨 K TRACKS（2022・2023年度はナイターオフ編成のみ火曜のラインネット番組、ナイターシーズンはニッポン放送ローカル番組として放送。2024年度はナイターオフ編成のワイド番組から外れる一方、通年で一部地方局へのテープネットを実施）
- 看板娘ホッピー・ミーナの HOPPY HAPPY BAR◎
- オールナイトニッポン MUSIC10◇★
- オールナイトニッポンGOLD◇
- オールナイトニッポンX◇
- オールナイトニッポン◇△◎
- オールナイトニッポン0(ZERO)◇●
- ゴッドアフタヌーン アッコのいいかげんに1000回（かつては◎）
- さまぁ〜ずのさまラジ
- 藤井貴彦 Saturday Night Buzz（ナイターオフ編成のみ）
- なにわ男子の初心ラジ!◇○■
- SixTONESのオールナイトニッポンサタデースペシャル▲■◆
- 週刊 なるほど!ニッポン◇■
- おはよう!ニッポン全国消防団◇◎
- 三宅裕司のサンデーヒットパラダイス（生放送番組を再編集の上、テープネット）
- 銀シャリのつなぐRADIO
- ももいろクローバーZ ももクロくらぶxoxo◆（かつては□→◎）
- ＃みちょパラ
- 櫻坂46 こちら有楽町星空放送局◇
- ミューコミVR
- 森野熊八〜ワンダフルキッチン〜→森野熊八グルメタイム◇（裏送り制作、かつては△）
- ラジオ・チャリティー・ミュージックソン◇◎（企画ネット番組、毎年12月24日・25日放送 「声の握手」コーナーのみラインネット）

#### STVラジオ 発
- 加藤さんと山口くん■

#### 東海ラジオ 発
- さだまさし レコードデビュー50周年記念番組 「1時の鬼の魔酔い」→さだまさし 1時の鬼の魔酔い→グレープのもう魔酔わない◆★▲（文化放送ほか、2023年4月から他局へのネット開始。大分地区はJFN系列のエフエム大分がネット）
- 高等学校ラジオ作品コンクール特別番組（一部を除く中部地方のブロックネット）

#### 朝日放送ラジオ 発
- 全国高校野球選手権大会中継（JRNにもネット）[注釈 47]
- 大塚製薬 ニュートラシューティカルズ事業部 presents 私 からだ 上手にやさしくつきあえる毎日を。△（主に年度上半期に放送。東京地区は文化放送へネット）

#### ラジオ大阪 発
- せんねん灸プレゼンツ しあわせ演歌・石原詢子です◇（東京地区は文化放送へネット）

#### KBS京都 発
- キョートリアル!コンニチ的チュートリアル●◆

#### 九州朝日放送 発
- 風水害・あなたを守る情報ラジオ（九州地方6局のブロックネット・年1回放送。RKB発の年もある）
- ピーター・川上政行 プラチナライフ◆

#### 熊本放送 発
- 岩本初恵の幸せをつれてくる言葉◇●
KBCラジオでもネット。愛しとーとの一社提供で、後半部分の広報パートがCMの部分。全リスナーをターゲットとしたカレンダーの無料配布（応募窓口はRKKで、配送先は愛しとーとで分担）が有名。

#### スポーツ中継
- プロ野球中継
  - NRNナイター
月 - 金曜日はニッポン放送、土・日曜日は文化放送がそれぞれキー局を担当している。
近畿地区では原則として月・金・土・日曜日は朝日放送ラジオ、火 - 木曜日はMBSラジオ[注釈 48] がそれぞれ担当している（月曜と予備順位が屋内球場より下位の金曜は2018年以降、年度により試合スケジュールや要員都合などにより朝日放送ラジオ・MBSラジオとの間でJRN・NRNの担当を入れ替えることがある）。

中京地区は東海ラジオ放送、福岡地区は九州朝日放送、北海道地区はSTVラジオ、広島地区は中国放送、宮城地区は東北放送がそれぞれ全曜日を担当している。このうち、中国放送と東北放送はネット局対応によりJRN向け（土・日はLF-MBS向けを兼ねる）と二重制作を行うことがあるが、関東圏の球団及びオリックス・バファローズとの対戦時は、JRNナイターの全国配信廃止以降は二重制作を行わず、報道素材としてはJRNとの共用とすることがある。
  - 水 - 金曜日は、地元球団がなく、かつAMが1局しかない県域の民放局では、ニッポン放送をキー局とするNRNナイターを受けている。1979年（昭和54年）以降はこの原則がかたくなに守られているので、地方球場でゲームが開催されているにもかかわらず、開催地の民放局では、地元局が独自制作を行うなどの特例がない限り中継されないケースが頻出するほか、中継メインカードが巨人のため、巨人戦一辺倒と化す。2010年（平成22年）はJRNナイターが火 - 金曜日のみとなったことから、当初は土曜日にも文化放送をキー局とするNRNナイターを受ける局も多かったが、その後次第に減少し、2020年現在は山口放送のみとなった。逆に火曜日はNRN単独加盟局でも地元に球団のある地域しか放送枠がない。
マンデー・パ・リーグを実施していた2001年（平成13年） - 2005年（平成17年）の月曜日は文化放送がキー局を担当していた[注釈 49]。このマンデー・パ・リーグ中継を開始する以前は、月曜日にJRNナイターを編成する局や、日本テレビ系列のラテ兼営局はRFラジオ日本からネット受けする局もあったが、現在は基本的にNRNナイターを編成することが通例となっている。
マンデー・パ・リーグ終了後は月曜日にNRNナイターとしての全国配信を行っていないため任意ネット扱いとなるが、基本的にセ・リーグはニッポン放送が、パ・リーグは文化放送が配信している。
    - 中国放送は、マンデー・パ・リーグ中継を編成しなかったことや、1980年代まで月曜日にもJRNナイターをレギュラー編成した名残もあり、NRN独占カードのヤクルト対広島戦等一部例外を除き、2017年まで月曜日はJRNナイターを基本としていた。

1979年（昭和54年）以降、2024年（令和6年）現在もヤクルトスワローズ（現在の東京ヤクルトスワローズ）主催試合のラジオ独占放送権を持っている。
    - 北海道放送は、野球中継に関しては、STVラジオとの関係上、通常JRNナイターを編成しているが、2006年（平成18年）以降の交流戦ではNRN独占カードであるヤクルト対日本ハム戦の放送権をSTVラジオが編成上放送しない時に限り、NRN加盟社として購入しニッポン放送の技術協力による自社制作で放送したことがある。

1979年（昭和54年） - 2001年（平成13年）は横浜大洋ホエールズ→横浜ベイスターズのラジオ独占放送権を持っていた。
日曜日に関しては、多くはデーゲームで行なわれる傾向にあるため、また、日曜日のナイター受けを見直す局が多くなったことやクロスネット局の多くがJRNラインのワイド番組をネットしているうえに、2013年（平成25年）度の日曜日は幹事局である文化放送も自社で放送せず裏送りのみの参加となったため[注釈 50]、
2015年現在のNRN系列のネット受けは、夏の高校野球期間のABCが、中日戦がデーゲーム・ナイターとも予定されていない場合（もしくは放送対象外となる東京ドームでの「巨人対中日」デーゲームの開催時）に東海ラジオが、それぞれ同時放送となる以外は、放送カードに関係する球団の地元局しかなく、関東での試合は事実上ビジター地元局向けの裏送り放送になったり、それ以外の地域で在京球団が試合を行う場合は、事実上ホームチーム地元局のみのローカル放送となることがある[注釈 51]。
TBSラジオがプロ野球中継の放送とJRNへの全国配信から撤退（DeNA主催試合のビジターや地方開催時の開催地の地元局からの制作受託による裏送りは2018 - 22年まで実施）した2018年からは、主に平日は文化放送が、土・日曜はニッポン放送がJRN系列局（NRNとのクロスネットながら、野球中継はJRN向けのみ担当している北海道放送を含む）向けに関東地区で開催のパ・リーグ球団の主催試合及びオールスターゲームの制作と配信を担当している。
    - 概ねのパターンとして、パ・リーグ公式戦で西武・ロッテ主催での日本ハム戦、楽天戦、ソフトバンク戦やセ・パ交流戦での西武・ロッテ主催での中日戦を放送する場合、当日のネットの組み合わせ次第で、QR-JRN扱い（主に平日のHBC・RKB・CBCと火曜日〈西武対楽天戦以外〉のTBC向け。西武戦は『文化放送ライオンズナイター』とは別制作の裏送り分が多い一方、ロッテ戦は西武戦雨天中止および当初からの非開催時に『ライオンズナイター』の同時放送の場合あり）、QR-NRN扱い（主にSTVラジオ・TBC・KBC向けの平日は『ライオンズナイター』との相互ネット）、LF-JRN扱い（主に週末のRKB向け、自社制作できない場合の週末のHBC・CBC向けもあり）との裏送りとなることが増えている。
    - また東京ヤクルトスワローズ主催試合は引き続きJRNに開放されていないため、近畿地方向けの『ABCフレッシュアップベースボール』ではNRN加盟社間の個別ネットとして火 - 木曜日にもQRが裏送りとなる試合も存在する（金曜のMBSは原則として乗り込み自社制作で対応していたが、2022年に初めてQR裏送りでの中継を実施。過去には曜日を問わず阪神非関与の試合を含めてABC・MBS向けにLFが二重制作した事例もあった）。

2019年から文化放送のナイター中継が非NRN扱いの平日のみに縮小されたが、土・日曜のNRNナイター中継の制作と配信は継続し、関東地区は引き続き文化放送が裏送りで担当する。
  - クライマックスシリーズ中継
開催曜日に関わらず、ニッポン放送が関東地区の担当局となっている。2015年まではセ・リーグ（クライマックス・セ）全試合でニッポン放送、パ・リーグ（クライマックス・パ）全試合で文化放送が関東地区を担当しており、ニッポン放送はパ・リーグの方も独自制作で一部の試合を放送するが、文化放送はセ・リーグの方の中継を一切行わなかった。しかし、2015年を最後に文化放送が地上波での中継から撤退したため、両リーグともニッポン放送の担当となったが、自社での放送は引き続きセ・リーグ優先とし、パ・リーグはセ・リーグ早期決着の場合のみの中継としている。
近畿地区はセ・リーグのみ、開催曜日に関係なく原則としてMBSがNRNラインを担当する（パ・リーグは近畿地区での中継自体がないことが多いが、オリックスが出場した2014年はABCがNRNラインを担当して、自社では放送しなかったが、文化放送・STVラジオに裏送りした他、MBSも順延で火曜ナイターとなった第3戦のみ放送した）。ただし、クライマックスシリーズは出場球団の地元でのみ放送されることが殆どで、しかもビジターの試合でも開催地の中継をネット受けせずに自社制作することも多い（ニッポン放送や文化放送も例外ではない）ため、正確には非NRN扱いである。また、パ・リーグの方はJRN担当のTBSラジオが日によっては中継しないため、1局地域であるTBCが土・日でもNRN向けを本番にしたり、北海道地区ではSTVラジオでの中継がない場合にHBCが例外的にNRN本番をネット受けするという変則的な放送形態も見られた。
  - プロ野球日本シリーズ中継
2017年までの場合、西暦偶数年（セ本拠地から始まる年）は奇数試合（1,3,5,7戦）をニッポン放送が、偶数試合（2,4,6戦）を文化放送が、西暦奇数年（パ本拠地から始まる年）には奇数試合（1,3,5,7戦）を文化放送が、偶数試合（2,4,6戦）をニッポン放送がそれぞれキー局となって送り出しを担当していた。
TBSラジオの中継撤退に伴うネットワーク再編で2018年は全試合で文化放送がキー局を担当。
2019年以降はセ本拠地（西暦奇数年は3,4,5戦、西暦偶数年は1,2,6,7戦）の試合をニッポン放送、パ本拠地（西暦奇数年は1,2,6,7戦、西暦偶数年は3,4,5戦）の試合を文化放送がキー局を担当。
近畿地区では2018年まで1,2,6,7戦を毎日放送、3,4,5戦を朝日放送ラジオがそれぞれネット受けをしていたが[注釈 52]、朝日放送ラジオが阪神不出場時の中継を取りやめた2019年以降は、近畿圏の球団である阪神もしくはオリックスの主管試合に限り、レギュラーシーズンの曜日割当に合わせて1,2,6,7戦を朝日放送ラジオ、3,4,5戦を毎日放送→MBSラジオの担当とする（オリックスのみ出場かつ1,2,6,7戦がオリックス主管分となる場合、朝日放送ラジオが担当するNRN中継は裏送りとなる）。一方、阪神・オリックス以外が主管となる試合（阪神不出場時のオリックスのビジター扱い試合も含む）は、MBSラジオが曜日に関係なくNRNラインの中継をネット受けする[注釈 53]。
なお、出場球団等により一部の局ではNRN向けと自社向けの二重制作を行う場合がある。
1局地域においては、ラインは基本各局任意で設定するが、通常ナイター時の曜日配分がそのまま適用する局が多く、この場合、NRNラインとなるのは、4,5戦の2試合のみ（他の5試合はJRNライン）となる。2010年（平成22年）より土曜のNRNナイターに参加した局の多くは土曜開催の1,6戦も加えた4試合をNRNラインとしていたこともあった。また、RCC（2005年から2011年）・SBSの様に全試合がJRNネットとなり、NRNラインの中継が一切流れない局もあった[注釈 54]。なお、TBSラジオのプロ野球中継撤退により、2018年以降も日本シリーズ中継を行う1局地域は、全試合NRNラインで放送することになるが、これを機に日本シリーズ中継のネットそのものを取りやめた局もある。以降もネットを取り止める局が続出した結果、2024年はクライマックスシリーズと同様の規模のネットワークでの中継となっている。

- - 国際大会
ワールド・ベースボール・クラシックについては2013年の第3回まではニッポン放送がTBSラジオと試合ごとに割り当てられていたが、2017年の第4回は1次ラウンド2試合が文化放送、それ以外はニッポン放送に割り当てとなった。このうちニッポン放送担当分は準決勝を除きSFにネットされ、1次ラウンド初戦と2次ラウンド第2・3戦はこれにSTV・KBCもネット加わった。
- 競馬中継
  - ニッポン放送（土田晃之 日曜のへそ レース中継（旧：日曜競馬ニッポン））をキー局とするネットワーク（毎日放送・山陰放送・中国放送・西日本放送・山口放送・宮崎放送（以上GOGO競馬サンデー!）、＋STVラジオ）と、文化放送（競馬中継 (文化放送)）をキー局とするネットワーク（ラジオ大阪・東海ラジオが加入[注釈 55]）の2つの系列が存在する。なお、前者にはJRN単独加盟局のCBCラジオとRKB毎日放送がネットに加わっている[注釈 55]。また2019年から2023年まではMegaNet加盟FM局のラブエフエム国際放送[注釈 56]にもネットされた。
- サッカー中継
  - 日本サッカー協会が主催する試合[注釈 57] のラジオ中継権は、天皇杯全日本サッカー選手権大会[注釈 58] を除いてニッポン放送の独占であるため、サッカー中継はNRN系列局で放送される。Jリーグの全国中継はまれだが、日本代表の試合についてはニッポン放送をキー局として非NRN番組として全国に発信される。ニッポン放送が編成の事情で中継しない場合に限り、文化放送での中継も可能であるが、全国中継の場合、ニッポン放送以外の局が制作することはない。なお、近畿地区では朝日放送ラジオがネットワークを組むため、毎日放送・ラジオ大阪では放送されない。また北海道ではSTVラジオがネットするか、北海道放送がネットするかはその時々による[注釈 59]。なお、ニッポン放送は2020年以降事実上、ジャパンコンソーシアムが絡む大会を除いて中継から撤退した状態にあるが、各クラブ地元の地方局での中継はその後も続けられており、2020年度の天皇杯は文化放送による民放独占中継となった。
- 競艇中継
  - 文化放送をキー局とするネットワークで、SG競走ならびにプレミアムGI競走の優勝戦を中継する。ネット社は毎回変わる。北海道地区は北海道放送へネットされるが、プロ野球日本ハム戦と重複した場合はネットしない。近畿地区はラジオ大阪、もしくはラジオ関西（NRN非加盟）、あるいはその両方が担当する。東海地区については、プロ野球中日戦中継の裏開催時を中心に独立局の岐阜放送がネットすることが多いが、愛知・三重の競艇場での開催時には東海ラジオでも野球中継を中断してネットしている（野球と重ならないSG競走は両方へネットされる）。2000年代にはプロ野球中日戦中継の裏開催時には、MegaNet加盟FM局の愛知国際放送（RADIO - i、2010年9月閉局）にネットされていたこともある[22]。また福岡県はKBCラジオへはネットされず、基本的にはJRN単独加盟局のRKB毎日放送へネットされるが、プロ野球ソフトバンク戦中継の裏開催時などMegaNet加盟FM局のラブエフエム国際放送へネットされることもある。同様に沖縄県はラジオ沖縄へはネットされず、JRN単独加盟局のRBCiラジオへネットされる。
- マラソン・駅伝中継
  - 箱根駅伝は文化放送をキー局とするネットワークである。近畿地区は朝日放送ラジオ、中京地区はJRN単独のCBCラジオ、北海道は北海道放送がそれぞれネット受けを行い（東海ラジオやSTVラジオではない）、栃木放送、茨城放送[注釈 60]はNRNではなくラジオ日本制作のものをネット受けしている。なお、その前に行なわれる全日本大学駅伝対校選手権大会も文化放送制作で、こちらは中京地区では2020年より東海ラジオがリポーター派遣のうえでネットしているが、2019年まではJAPAN FM LEAGUE（JFL）加盟のZIP-FMへネットされていた（ZIP-FMはRUN WITH THE WIND:ALL JAPAN INTER-UNIVERSITY EKIDEN CHAMPIONSHIPというタイトルで放送、駅伝部分のみ文化放送のネット受け）。一方、出雲全日本大学選抜駅伝競走については文化放送がローカルで中継するが、山陰放送を含めた他地域へのネットはない[注釈 61]。
  - 福岡国際マラソンは九州朝日放送とニッポン放送の共同制作で、2021年までニッポン放送をキー局に放送されていた。近畿地区は朝日放送ラジオが、北海道はSTVラジオがそれぞれネット受けを行っていた。運営体制変更の上で再スタートとなった2022年以降はラジオ中継の制作そのものが行われていない。
  - 2008年までは大阪国際女子マラソン・名古屋国際女子マラソンがそれぞれ地元の制作局（大阪=ラジオ大阪、名古屋=東海ラジオ）とニッポン放送の2局ネットで放送されていたが、2009年からはニッポン放送のネットを取り止めたため、それぞれのローカル放送となった[注釈 62]。なお、両大会ともオリンピック予選と兼ねる場合、複数局にネットされる場合があった。

#### ネットワークニュース・報道特別番組の扱い
原則として、報道番組は文化放送をキー局として放送される。北海道はSTVラジオ、大阪はラジオ大阪がそれぞれ担当する。選挙報道や年末番組（「マイクの1年」）などの特別番組も同様である。なお、JRNは北海道ではHBC、大阪ではMBSが担当。大阪のABCはニュース ネットワークとしてはどちらにも関わらない（ABCニュースも参照）。
ただし、「お早うネットワーク」やナイターオフ時の19時台はニッポン放送がキー局となる。なお、ナイターオフ枠では2013年度 - 2018年度・2020年度の定時のニュース枠は関東ローカル枠のみの設定となっている。
北海道地区は「お早うネットワーク」のみ、STVラジオがネットを受けて放送する。また、東海地区ではナイターオフ時の19時台のみ、東海ラジオがネットを受けて放送（2009年度以降）、また同局では朝枠もCMのみネット受けしている。大阪地区ではMBSラジオが、福岡地区ではKBCラジオがCMのみネット受けを行っている。
朝枠・・・『お早うネットワーク』
前述通りニッポン放送の「お早うネットワーク」が系列33局で放送されるが、ニッポン放送との同時ネットの局、裏送りを受ける局、スポンサーのみをネット受けする局と局ごとの編成にゆだねている。

なお、文化放送でも自社制作の一部をネットワークニュースゾーンとしている。
昼枠・・・『ランチタイムニュース』
1978年にスタートした「お昼のニュース・パレード」を発端とする。1988年に「梶原しげるの本気でDONDON」が始まったころから「NEWS NOW」に、2005年の「寺島尚正 ラジオパンチ!」スタートの際に「ニュース・パンチ」へと改題し、2010年「くにまるジャパン」→「くにまるジャパン 極」→「くにまる食堂」となった現在は現行タイトルを名乗る。山梨放送、北日本放送、福井放送、ラジオ関西、西日本放送、四国放送、宮崎放送がネットしている。
夕枠・・・『ニュース・パレード』
もともと夜間に放送していた「ニュース・パレード〜今日のニュースから」が1980年に現在の17時台に移った際に夕方のネットワークニュースとして機能するようになった。ネット局の変遷もありながら現在は同時ネット局が33局。ほか東北放送がCMのネット受けを行っている。
夜・深夜早朝枠・・・『ニュース』
ナイターオフに限りニッポン放送のワイド番組の中で19時台にニュースが設定されていたが2013年度 - 2018年度と2020年度以降は設定されていない。
22時台以降、0時台を除き多くの局がニッポン放送の配給を受け、『オールナイトニッポン MUSIC10』や『上柳昌彦 あさぼらけ・4時台』の中で放送されるニュースが事実上のネットワークニュースとなっている。『MUSIC10』や『あさぼらけ・4時台』では通常のニッポン放送ニュース汎用ジングルを使用するが、あくまで全国ネットの時間帯であることを踏まえ「この時間のニュース・・・」や「朝一番のニュースを・・・」などと配慮した表現にしている。
報道特別番組
緊急時の特別番組は、ニッポン放送発と文化放送発とが交互に放送されるが、先述通りNRNの報道は文化放送に主導権があるため、ニッポン放送発の全国ネット放送中であっても、発局切り替え時間の決定など運行については文化放送報道スポーツセンターの指揮にニッポン放送が従う形を取る。なお、HBCやMBSなどJRNとの重複加盟（クロスネット）している社の大半は、有事の際にはJRN発の特別番組を受けるケースが多いが、長時間にわたる場合は時間帯で区切って乗り換えることもある。。
原則、文化放送主導ではあるものの、NRNは発局が2つある関係でその時間ネットワーク回線に番組を載せている局にゆだねる場面もあり、特に深夜はニッポン放送と文化放送を0時と1時を境に乗り換える局もある。
大阪地区での国政選挙や事件・事故・気象災害などの有事の際、MBSがTBS/JRN、OBCがQR/NRNを担当することもあり、ニッポン放送が中継やレポーターを呼ぶ際はABCとなることがある（これはABCが東京地区の事象を扱う際も同じことが起こることがある）。
なお、JRNと違って、「NRN」の名称は用いない。

#### その他
- セイ!ヤング・オールナイトニッポン　Are you ready? Oh!

### 終了した番組

#### 文化放送 発
- 百万人の英語（名古屋地区は独立局の岐阜放送、大阪地区は独立局のラジオ関西などで放送。1992年（平成4年）10月4日で放送終了後、2002年（平成14年）にインターネット上のサイト「100万人の英語」で復活した。1980年代 - は地方FM局にもネットしていた）
- 大学受験ラジオ講座（ラジオたんぱ（現・ラジオNIKKEI））との共同制作。1995年（平成7年）3月終了。ラジオたんぱは1993年（平成5年）オフで飛び降り。名古屋地区は東海ラジオ → JRN単独加盟局のCBCラジオ、大阪地区は独立局のラジオ関西、福岡地区はJRN単独加盟局のRKB毎日放送、沖縄地区はJRN単独加盟局の琉球放送（現：RBCiラジオ）で放送していた。1980年代以降は地方のFM局にも多くネットしていた）
- 家庭医学
- 今晩は落合恵子です（名古屋地区は東海ラジオ、大阪地区はMBSラジオ → ABCラジオで放送）
- ヤングタウンAM（かつてNRNネット局向けに裏送りとして放送していたワイド番組）
- 四方洋の日本の対談（北海道はHBCラジオ、名古屋地区は東海ラジオ、大阪地区はラジオ大阪で放送していた）
- 照美と小俣の面白カルチャーショック → 照美・小俣のやる気大学 → やっぱり危ない照美の小部屋
「吉田照美のやる気MANMAN!」の1コーナーを、ネット局向けに再編集して放送。ナイターオフのみと通年で放送されていた地域に、ネット局も分かれていた。
- 全国歌謡ベストテン
- 全国ポピュラーベストテン
ともに火曜会向けに、文化放送発で制作していた番組。北海道はHBCラジオ、名古屋地区はJRN単独加盟局のCBCラジオ、大阪地区はKBS京都と独立局のラジオ関西、福岡地区はJRN単独加盟局のRKBラジオ、沖縄地区はJRN単独加盟局のRBCiラジオで『全国歌謡ベストテン』を放送（KBS京都は文化放送での制作終了後、同名の番組を自社ローカルで制作していた）。「ポピュラー - 」は名古屋地区は独立局の岐阜放送、大阪地区はKBS京都、沖縄地区はラジオ沖縄で放送していた。福岡地区はKBCラジオが途中までネットしていたが、後に、同様の自社制作番組を開始。現在も続いている。
- TOYOTA SUPER COUNTDOWN 50（企画ネット番組）◆◎
- FRIDAY SUPER COUNTDOWN 50→スパカン!（2011年より地方局へのネットを開始）
- 楽器楽園〜ガキパラ〜 for all music-lovers（2018年度を以って文化放送以外のネット局は打ち切り。以降は文化放送のみのローカル番組として2022年3月まで継続）
- さだまさしのセイ!ヤング（名古屋地区は東海ラジオ、大阪地区はMBSラジオ、岩手地区はIBC岩手放送に途中飛び乗りで放送していたほか、ナイターオフ限定でネットしていた）
- (有) さだまさし大世界社（『さだまさしのセイ!ヤング』の後継番組。北海道はHBCラジオ、名古屋地区は東海ラジオ、大阪地区はABCラジオ、福岡地区はKBCラジオで放送）
- セイ!ヤング21（KBCラジオで『甲斐よしひろのセイ!ヤング21』をネットするまで、最終的に数年間続いた番組。2001年（平成13年）度・2002年（平成14年）度はナイターオフ番組として、1時間の編集版を放送していた局が多かった。定時放送終了後はプロ野球の代替番組として放送される場合、NRN番組扱いとして地方局へネットされる事があった。2024年現在は、文化放送のみで年数回放送）
- ライオン提供 NRNネット番組（名古屋地区は東海ラジオ、大阪地区はMBSラジオで放送。立ち上げ当初は全国30局ネットだったが、後に東名阪のみのネットとなった）
- みのもんたのウィークエンドをつかまえろ
- 土曜の午後は♪ ヒゲとノブコのWEEKEND JUKEBOX
- 夕焼け国語辞典（地方局向けにかつてネットしていた番組。文化放送で放送していた内容を再編集して放送）
- 志の輔の落書き川柳 新鮮流（ヤマト運輸提供で放送していたコーナーをネット局向けに再編集して放送。一部の地域のみで放送）
- 三波春夫研究所（マイコール懐炉提供で放送していたコーナーをネット局向けに再編集して放送。HBCラジオなど、数局にネットしていた）
- 花王提供 平日23時台
  - 青春キャンパス → SCHOOL'S OUT → From C Side → OH!ZIPANGLE → MOONLIGHT 抱きしめて!!

名古屋地区は東海ラジオ、大阪地区はラジオ大阪 → ABCラジオで放送していた。1991年（平成3年）9月終了。以降、スポットCM・PT扱い。
- おしゃれ達人（ラグラックス信和の提供で、5局ネット向けに再編集して放送。文化放送では土曜日の午前帯ワイド内の1コーナーとして放送していた。大阪地区は独立局のラジオ関西で放送していた）
- 現場から東海林のり子がお伝えします!!（北海道はHBCラジオ、名古屋地区はJRN単独加盟局のCBCラジオ、大阪地区はABCラジオ、福岡地区はKBCラジオで放送）
- 湧永製薬提供 平日帯 朝枠
- 富士重工提供 平日帯 朝枠
文化放送は『小倉智昭の時計の針はいま何時!?』まで放送していた。北海道はHBCラジオ、名古屋地区は東海ラジオ、大阪地区はラジオ大阪、福岡地区はKBCラジオで放送。
- 湧永製薬・富士重工提供 平日朝枠（1991年（平成3年）10月 - 1996年（平成8年）3月）
  - 榊原郁恵のI FEEL FINE → 千田正穂の日本再発見!! → 野村邦丸パーソナリティ番組（番組名不明）

『武田鉄矢・今朝の三枚おろし』の前身に当たる、月曜日 - 金曜日 帯ベルトの10分番組（ただし、「千田正穂 - 」以降はHBCラジオ・静岡放送など数局はCMのみネットの企画ネット番組扱いとなり、現在に至る。名古屋地区は東海ラジオ、大阪地区はラジオ大阪で放送）。
- ナウNOWミニ辞典→朝のドライブミニマップ（かつて文化放送の朝ワイド番組内で放送していた全国ネットの5分番組。北海道はSTVラジオ、名古屋地区は東海ラジオ、大阪地区はラジオ大阪 → MBS、福岡地区はKBCラジオで放送）
- 細田勝の話せばわかる（かつて文化放送の朝ワイド番組内で放送していた全国ネットのミニ番組。北海道はHBCラジオ、名古屋地区は東海ラジオ、大阪地区はラジオ大阪、福岡地区はKBCラジオで放送）
- 夕焼けに歌おう（かつて文化放送の夕方ワイド番組内で放送していた全国ネットのミニ番組。北海道はSTVラジオ、名古屋地区は東海ラジオ、大阪地区はラジオ大阪、福岡地区はKBCラジオで放送。『川中美幸 人・うた・心』の前身に当たる）
- サントリー出前寄席（落語・寄席のラジオ番組。1968年開始。番組当初は東京発は文化放送の制作。大阪発はラジオ大阪の制作で、全国ネットで放送されていた。最末期はラジオ大阪のみの放送となり、1990年3月終了。サントリーの一社提供。北海道はSTVラジオ、名古屋地区は東海ラジオ、福岡地区はKBCラジオで放送。後に2008年（平成20年）のラジオ大阪 開局50周年記念特番で「森下仁丹 出前寄席」として、1日限定で復活）
- サントリーウエルネスPresents くにまる健康相談室■（『くにまるジャパン 極』内で放送）
- メナードおしゃれ情報〜今日は○○○○です〜（かつて文化放送の午前帯ワイド番組内で放送していたミニ番組。日本メナード化粧品の提供。北海道はHBCラジオで放送）
- 松井宏夫の健康百科（『Satokoの5時ですよ』 → 『笑顔でおは天!!』まで、文化放送の平日帯 早朝ワイド番組に内包。2013年3月29日終了）
- 純喫茶・谷村新司◇◎（ - 2013年3月）[注釈 69]
- 氷川きよし節→氷川きよし 限界突破RADIO◇◎（ - 2022年12月30日）
- ビューティフル・メロディーズ〜よみがえる青春のポップス◇◎（2023年1月2日（文化放送は1月4日） - 3月31日。4月以降は文化放送ローカルの週1回の番組として放送）
- ラジオライブラリー「新・人間革命」◇◎▽
- 渡辺徹 家族の時間◇◎▽（『ラジオライブラリー「新・人間革命」』休止中に放送）
- クラウンレコード1万円クイズ
- 川中美幸 人・うた・心（かつて文化放送の平日帯 午後ワイド番組 → 平日帯 夕方ワイド番組に内包。『夕やけ寺ちゃん 活動中』放送中の2012年3月30日で、文化放送以外のネット局は一旦終了[注釈 70]。大阪地区は1990年12月までがラジオ大阪、1991年4月以降はABCラジオに、それぞれネットされていた。[注釈 71]。北海道はSTVラジオ、福岡地区はKBCラジオで放送された。2014年10月より一時、ナイターオフシーズンのみQR番組として地方局へのネットを再開していたが、2017年2月現在は文化放送のみでの放送）
- 世相ホットライン ハイ!竹村健一です◇◎（基幹局ネット） - 2010年4月4日 → 電気事業連合会提供の単発特別番組（基幹局、JRN単独加盟局のRBCiラジオなどにネット）2010年11月 - 2011年1月 年数回の不定期特番。東日本大震災の影響で事実上撤退◇◎
- オトナカレッジ（ナイターオフ シーズンのみ。2015年度を以って、文化放送以外のネット局は終了。以降は「朝活版オトナカレッジ」として文化放送ローカルで放送したが2017年6月で終了）
- さだまさし セイ!シュン49.69◆（ナイターオフシーズンのみ）
- 近藤真彦 くるくるマッチ箱（本人の活動自粛により2020年11月を以って放送休止）
- ViVADiVA!
- （稲垣吾郎の）STOP THE SMAP●▲
- DOMOTOのどんなもんヤ!（かつては▲◆●）（2008年9月まではレコメン! 内の帯番組。各局には個別販売。同年10月から2024年3月までは、レコメン! 全国枠内の箱番組として吸収。4月からは文化放送も含めて独立番組として放送しているが、2025年3月を以って文化放送以外のネット局は打ち切り。以降は文化放送のみのローカル番組として放送）
- ミュージックギフト〜音楽・地球号△◆◎▽（2013年3月末で放送終了）
- ココロのオンガク 〜music for you〜△◆◎▽（2014 - 2023年度ナイターオフ）
- 浅野真澄×山田真哉の週刊マネーランド
- 日野ミッドナイトグラフィティ 走れ!歌謡曲◎
- ヴァイナル・ミュージック〜歌謡曲2.0〜◎
  - ヴァイナル・ミュージックスペシャル（「ヴァイナル・ミュージック〜歌謡曲2.0〜」を再編集の上、テープネット。同番組をネットしない一部の地方局で放送）
- ARTIST FC◎
- 岩本勉のまいどスポーツ（ナイターオフシーズンのみ、18時台。一部ネット局のみ。2012年度を以って、文化放送以外のネット局は終了。以降は通年で、文化放送のみで放送）
- 大畑大介 独走トライ◆
- 太田英明のMUSIC NEO（ナイターオフシーズンに『ラジオアミューズメントパーク』の一環としてネットが行われていた）
- 柴田阿弥とオテンキのりのジャパン5.0◇◎（『Society5.0 香格里拉』内で放送）
- ラジオふるさと便（ナイターシーズンは「- アネックス」として裏送り制作のみ。2013年9月末で放送終了）●◆□
- キニナル（ナイターオフシーズンのみ。ナイターシーズンは再編集版の裏送りを実施）◆□
- 竹中功のアロハな気分
- 岡副麻希のほくほくみゅ〜じっく
- 秋元真夏 卒アルラジオ
- カラフルブーケ（2023年3月までは文化放送ローカルで放送されていた。2024年9月終了）
- ねんりんピック〜素晴らしき人生の達人たち（全国健康福祉祭の情報番組。毎年7月 - 10月に放送。2009年度以降は放送無し）
- 壇蜜の耳蜜◇○◎
- 井筒とマツコ 禁断のラジオ◎（2013年4月 - 2014年9月。全国18局ネット。名札福は未ネット）
- 高田純次 毎日がパラダイス（2012年4月2日 - 2015年3月27日）◆■▽
- ミスDJリクエストパレード360（『 - サタデーアップ!』時代は数局にネットしていたが、『 - サンデーアップ!』時代は文化放送のみで放送。『 - 360』への改題に合わせ地方局へのネットを再開。2022年10月より13時台は『ミスDJリクエストパレードTOHOKU』と題して、TBCへの裏送り枠となる）
- 吉田照美 飛べサル名曲商店街（2015年3月30日 - 2017年3月31日）■[注釈 72]（山陽放送[注釈 73] と熊本放送[注釈 74] は月曜日のみネット無し）
- アーサービナード午後の三枚おろし
- 桂宮治のザブトン5◆
- 高田純次 いつでもテキトォールノ◇（QR自社の生放送番組『高田純次 日曜テキトォールノ』を再編集の上、テープネット）
- 純次と直樹（かつては◇■▽。2025年3月を以って文化放送以外のネット局は打ち切り。以降は文化放送のみのローカル番組として継続）
- Hey!Say!7 Ultra JUMP▲◆●[注釈 75]
- A&G 超RADIO SHOW〜アニスパ!〜（ナイターオフ シーズンのみ、21時台。一部のネット局のみ）
- A&G TRIBAL RADIO エジソン（2016年3月までと2018年10月以降はナイターオフシーズンの21時台のみ。2016年4 - 9月は30分の編集版を山陰放送と青森放送へネット。2016年10月からのナイターオフシーズンもNRN番組扱いは受けていたがネット局がないためナイターシーズン同様のローカル番組の体裁で放送。2017年からは地上波では正式にQRローカル番組となったが、2018年10月より地方局へのネットを再開。しかし2020年10月より2016,2017年度と同じ状態に戻り、通年で文化放送のみのローカル番組として放送継続）
- A&Gメディアステーション こむちゃっとカウントダウン（生放送番組を再編集の上、テープネット）
- 田村ゆかりのいたずら黒うさぎ■（KBCラジオにネット）
- 田村ゆかりの乙女心症候群（2020年度を以って文化放送以外のネット局は打ち切り。以降は文化放送のみのローカル番組として継続）
- 上坂すみれの♡（はーと）をつければかわいかろう■（2019年4月以降は文化放送のみで放送されていたが、2021年3月終了）
- RADIOアニメロミックス（2010年度を以って文化放送以外のネット局は打ち切り。以降は文化放送のみのローカル番組として2015年9月まで放送）
- テニスの王子様 オン・ザ・レイディオ（2007年度を以って文化放送以外のネット局は打ち切り。以降は文化放送のみのローカル番組として継続）
- リッスン? 〜Live 4 Life〜→リッスン? 2-3
  - みんなのリッスン（当コーナーのみ、10分間の帯番組としてネット）
  - CyntiaのCyntia魂（前述の「ラジオアミューズメントパーク」の一番組として地方向けのブローアップ版が制作された）
  - MILLEAの話してミ・レ・ア（同上）
- CultureZ
- 和牛のモーモーラジオ
- 宮下草薙の15分（2024年10月からは文化放送では『宮下草薙の30分』へと枠拡大したが、地方局向けにはこれを再編集の上、従来通りの『- 15分』としてテープネットしていた。2025年3月を以って『- 15分』は廃止。以降は『- 30分』のみ文化放送のみのローカル番組として継続）
- 櫻坂46の「さ」（2024年3月で文化放送以外のネット局は打ち切り。以降は文化放送のみのローカル番組として継続）
- 関根勤のスポパラ■
- Anison Days+（2019年4月以降は文化放送のみで放送されていたが、2020年9月終了）
- 楠木ともり The Music Reverie
- よるステ!（2024年3月で文化放送以外のネット局は打ち切り。以降は文化放送のみで放送されていたが、同年9月終了）
- TOOBOEのわるあがき
- 保住有哉 いるじゃん!
- 内田真礼とおはなししません?（超A&G+では放送継続していたが、2025年3月で超A&G+終了にともない終了。後継番組『内田真礼とおはなししません!?』をKBCラジオのローカル番組として開始）
- 内山昂輝の1クール!（超A&G+では放送継続していたが、2025年3月で超A&G+終了にともない終了）
- Girls²ミサキとクレアのアニファン!（2023年9月28日深夜放送分で番組終了）
- ミュージック デザート（文化放送は裏送り制作のみで、放送なし。唯一のネット局であった北日本放送が2016年3月25日を最後に撤退しネット局が皆無となり、事実上終了)
- ミュージック・ジグソーパズル（文化放送は裏送り制作のみで、放送なし）
- ヒャダインのわーきゃーいわれたい（地上波ではナイターオフシーズンのみ。AG-ON Premiumの番組の再編集版の裏送り。再編集版の制作は2017年度を以って終了）
- 駒田航 K-WAVE Radio（文化放送の地上波では放送なし。超A&G+の番組の裏送り。ナイターシーズンは引き続き超A&G+のみ）
- ラジオどっとあい（文化放送の地上波では放送なし。地上波ではナイターオフシーズンのみ。インターネットラジオでは通年配信。2020年度のみNRN番組扱いは受けているがネット局がなく通年でインターネットラジオのみだった。2025年3月で超A&G+終了にともない終了）
- ノン子とのび太のアニメスクランブル（2010年7月から超A&G+へ移管され、文化放送の地上波での放送は無くなったが、2020年度と2021年度はナイターオフシーズンに裏送り扱いながら地方局への配信を再開。ナイターシーズンは引き続き超A&G+のみ、2025年3月で超A&G+終了にともない終了）
- 邦流→ラジオ・バイオグラフィー〜5冊のアルバム→サロンdeくにまる→くにまるジャパン 極シアター→くにまるさん、お客さんですよ! 編集版（一部の放送局にネットされていた。）

など。

#### ニッポン放送 発
- JFマリンバンク海の天気予報◇■（企画ネット番組）
- 土井淳の元気UP!朝一番!◎△（裏送り制作）
- こころのタマて箱→玉置宏の拝見!心のアルバム（日清サラダ油（現・日清オイリオグループ→久光製薬）の提供。名古屋地区はJRN単独加盟局のCBC、大阪地区はABC、福岡地区はJRN単独加盟局のRKBで放送）『久光製薬 リラックスタイム』の前身。
- 竹村健一のずばりジャーナル（大阪地区はABCで放送）
- 新日鉄コンサート（新日本製鐵（現・日本製鉄）の提供。番組開始当初のタイトルは前身の富士製鐵のみがスポンサーで、「富士製鉄コンサート」。北海道はHBC、名古屋地区はJRN単独加盟局のCBC、大阪地区はABC→MBS、福岡地区はJRN単独加盟局のRKB、沖縄はJRN単独加盟局のRBCで放送。ニッポン放送は日曜夜の若者向け箱番組の挟間で放送。MBSは「選抜高等学校野球大会実況中継」が行われる場合を除き、日曜日朝の時間に放送）
- 日健総本社提供 全国ネット番組
  - 多湖輝の子育てQ&A → 多湖輝の幸福ゼミナール → 多湖輝のラジオ頭の体操 → 北野大の聞いてマル得ゼミナール
ニッポン放送は同局　昼ワイドの番組内コーナーとして放送。北海道はHBC、名古屋地区はJRN単独加盟局のCBC、福岡地区はJRN単独加盟局のRKB、沖縄はJRN単独加盟局のRBCで放送。大阪地区は「ラジオ頭の体操」途中で、MBSがネットを打ち切り、当時の夕方報道番組内の企画ネット番組として、CMのみネットしていた。「北野大 - 」より、ABCに移動して再開）
- 本仮屋ユイカ 笑顔のココロエ■
- クラウンレコード1万円クイズ
- ミュージックスクランブル◆△■（ニッポン放送含めた一部の局は企画ネット番組[注釈 76]のため、裏送り制作。ニッポン放送では「高田文夫のラジオビバリー昼ズ」の「お便りいきなり大笑い」のコーナーにあたる）
- トヨタ街角ステーション→日本を元気に!あなたの街のささえびと◇△□（企画ネット番組。2022年3月で企画ネット解消。「街角ステーション」の名称は2022年4月以降もニッポン放送と静岡放送のみローカルセールスで継続）
- どうですか歌謡曲◇◎（ニッポン放送は裏送り制作のみで放送は無し）
- 牧瀬里穂・素直になりたい（ナイターオフシーズンは全国38局ネットで放送していたが、ナイターシーズン中は最大で、10局程度での放送。ナイターオフ時は北海道はSTVラジオ、名古屋地区は東海ラジオ[注釈 77]、大阪地区はMBS、福岡地区はKBCにネット。栃木放送・茨城放送・ラジオ関西も放送当時、ナイターオフ シーズンにネットしていた）
- 清水ミチコのミッチャン・インポッシブル◇■（2008年春までは当番組内のJOMOハピネスストーリー ニューシミチコパラダイスのみネット番組として放送）
  - JX童話の花束▽（「ミッチャン・インポッシブル」ネット局は1コーナーとして、それ以外は単独番組として放送）
- TOKIOナイトクラブ 長瀬くんと松岡くん△○□（番組販売扱い）
- ニッポン放送制作 平日ナイターオフ番組（毎年10月 - 3月放送の平日ナイターオフ番組。19時からはNRNネットで放送）
  - 日産自動車提供 NRN平日ナイターオフ 19:30 - 20:00（-1986年度）→19:00 - 19:30（1987年度・1988年度[注釈 78]）→19:10 - 19:30（1989年度[注釈 79]）枠（NISSANナマ生ステーション）◇□
  - そのまんま東のぐらぐら・グラッチェ（1990年度）◇□
  - 峰竜太のナンデモアルキメデス（1991年度 -1992年度）◇□
  - 羽川英樹のトップスターベスト100（1993年度）◇→◆[注釈 80]□
  - ヨッ!お疲れさん◇□（1997年度は、『オールナイトニッポンDX』をネット受けしない局向けに裏送り[注釈 81]。また、2000年度は『ヤギでも分かるマーケットナビ』コーナーを除き、ニッポン放送ローカルで放送）
  - タモリの週刊ダイナマイク◇（1996年度、1999年度[注釈 82]）→◆（2000年度[注釈 83]）
  - Super Music Stadium◇□[注釈 84]
  - 松山千春 新たなる旅立ち 21世紀の君に勇気ありがとう◇□
  - トヨタアフター7 〜これでつかめ!〜（2002年度 - 2003年度[注釈 85]。STVラジオ・東海ラジオ・MBSラジオ・KBCラジオでは、各局で独自制作していた）
  - JA-SSニッポン全国寄り道マップ（2004年度 - 2005年度[注釈 86]。東海ラジオ・MBSラジオ・KBCラジオでは、別枠で放送していた）
  - 東京海上日動presents ワンダフルデイズ〜あなたがいるから〜（2009年度[注釈 87]）
  - 広瀬香美 ラジオdeフォロ〜ミ〜（2010年度）
  - 松本ひでお 情報発見 ココだけ（2011年度 - 2012年度）
  - 〜今日も一日〜 Good Job ニッポン（2013年度）
  - 今夜もオトパラ!（2014年度 - 2016年度。2017年度はニッポン放送ローカル番組として放送）
  - ザ・フォーカス（2019年度。金曜日は『ザ・フォーカス〜フライデースペシャル』として放送）
  - 本田圭佑 NowVoice（2020年度 火曜）
  - 前田裕二のゼロイチ（2020年度 水曜）
  - 安東弘樹 Let’s Go Friday（2020年度・2021年度 金曜）
  - SPECIAL BOX（特番枠。2020年度 - 2023年度のナイターオフ編成時の金曜20時台のみ全国ネット。2024年度のナイターオフもニッポン放送では編成されているがネット局には送出せず、『泉房穂の情熱ラジオ』を飛び降りての対応となる）
- 菊正宗 ほろよいイブニングトーク■（平日ナイターオフ番組内で放送。当初はABCラジオ・JRN単独加盟局のCBCラジオにネットされていたが、2010年度より一旦ニッポン放送ローカルとなる。2017年度にABCラジオでのネットを再開したが、2020年は全局で編成せず。2021年度の放送再開後はニッポン放送ローカルに戻った）
- クミコの笑顔で乾杯■（平日ナイターオフ番組内で放送。ナイターイン編成時は東名阪ネットの単独番組として放送）
- 美女対談（平日ナイターオフ番組内で放送）
- 川島海荷のHave a nice Trip（2016年度に「今夜もオトパラ!」内で放送。以降はニッポン放送ローカルの単独番組として放送されたが2018年9月終了）
- 阿部亮のNGO世界一周!（2016年度まで平日ナイターオフ番組内で放送。ナイターイン編成時ならびに2017年以降のナイターオフはニッポン放送ローカルの単独番組として放送）
- ザ・フーパーズ 火曜イケナイト!（ニッポン放送ローカルの単独番組として放送されたのち、平日ナイターオフ番組内で放送されたが、2019年1月終了）
- 上原隆 はたらくラジオ（ナイターイン編成時はニッポン放送ローカルで放送されていたが、2019年度は通年で編成されない）
- マキタスポーツ食道（ナイターイン編成時はニッポン放送ローカルで放送されていたが、2019年度は通年で編成されない）
- 吉田尚記のコミパラ!with 里崎智也（ナイターイン編成時はニッポン放送ローカルの単独番組として放送されたが2019年3月終了）
- 風男塾 How do you do（平日ナイターオフ番組内で放送）
- dreamBoatのラジオボート（ナイターオフ編成時のみ）
- 週刊わくわくエクストリーム（ナイターイン編成時はニッポン放送ローカルで放送、2019年12月終了）
- 土屋礼央 SOUND RING（ナイターイン編成時はニッポン放送ローカルで放送されていたが、2020年度は通年で編成されない）
- 焼肉屋みやこんじょ 〜僕のミートフルな日常〜（平日ナイターオフ番組内で放送）
- らじどらッ!〜夜のドラマハウス〜（「今夜もオトパラ!」内で放送）
- 上戸彩 ブリリアント・ライフ→増田みのり ブリリアント・ライフ（平日ナイターオフ番組内で放送。ナイターイン編成時はニッポン放送ローカルの単独番組として放送）
- 我那覇美奈のほっこりトーク■（当初は「今夜もオトパラ!」内包扱いであったが、このコーナーで番組終了のため実質独立番組だった）
- 女神たちのオリンピック（平日ナイターオフ番組内で放送）
- 私の正論（平日ナイターオフ番組内で放送。番組は継続しているが、2017年度と2020年度は通年でニッポン放送ローカル）
- デリシャス!!小麦パラダイス（平日ナイターオフ番組内で放送）
- 岸明日香のわん!だふる!（平日ナイターオフ番組内で放送）
- 歌広場淳のeSports cafe（平日ナイターオフ番組内で放送）
- ラジオ新大陸（2019年度のみ平日ナイターオフ番組として放送。2020年度以降はニッポン放送ローカルで放送されており、同年10月から「三浦崇宏 ラジオ新大陸」に改題）
- すとぷりのStop Listen!（2019年度ナイターイン編成時にニッポン放送ローカルで放送された「すとぷりMonday」を改題。2019年度のみ平日ナイターオフ番組として放送。2020年度はニッポン放送ローカルで放送されたが同年10月終了）
- ポッピンラジオ（平日ナイターオフ番組として放送）
- RoseliaのRADIO SHOUT!（平日ナイターオフ番組として放送。2021年4月から6月までの再開期間はニッポン放送ローカルで放送）
- ガクのネ（2019年度のみ平日ナイターオフ番組として放送。2020年度以降はニッポン放送ローカルで放送）
- ナイツのぶんつうラジオ（2020年度の金曜ナイターオフの「SPECIAL BOX」枠で放送）
- Little Black Dress 黒いワンピース（ナイターオフ編成のみ）
- ロケット団の定例ラジオ（ナイターオフ編成のみ、2022年4月以降は放送時間を変えてニッポン放送ローカルで継続）
- ラジオマガジン・登龍門（ナイターオフ編成のみ、2022年4月以降は放送時間を変えてニッポン放送ローカルで継続）
- 伊藤蘭 RAN To You（ナイターオフ編成のみ。2023年4月以降は放送時間を変えてニッポン放送ローカルで継続するが同年9月終了）
- ことばのチカラ 〜成功へのターニングポイント〜■
- 中村雅俊 出逢いに感謝（「オールナイトニッポン MUSIC10」内包扱いであったが、このコーナーで番組終了のため実質独立番組だった）
- JA共済プレゼンツ 歌の伝言板（「オールナイトニッポン MUSIC10」のコーナーと同名の番組で、「MUSIC10」をネットしない地域のみ放送。このためニッポン放送は裏送り制作のみで、放送は無し）
- ミュ〜コミ+プラス◇
- さまぁ〜ず三村マサカズと小島瑠璃子の「みむこじラジオ!」◇
- 小堺一機と渡辺美里のスーパーオフショット（ナイターオフシーズンのみ。2018年度限りで終了）◇■
- ニッポン放送制作 土曜ナイターオフ番組
  - サタデーソングコレクション（2004年度 - 2008年度。ニッポン放送は裏送り制作のみで放送は無し）
  - 滝良子のミュージックスカイホリデー（2009年度）
  - サタデーキューティーナイト アイドルスタジオNo.1（2010年度・20時台前半まで。19:50以降は裏送り）
  - 久石譲のLIFE is MUSIC（2010年度・20時台後半）
  - サタデー知っとかナイツ（2011年度）
  - 吉田尚記 BUZZ ニッポン（2012年度）
  - 古坂大魔王 ツギコレ（2013年度。20:20以降は裏送り）
  - マキタスポーツ 土曜もキキマスター!（2014年度）
  - ウィークリースポーツトーク マイチャレンジ（2015年度・19時台まで。19:40以降は裏送り）
  - RADIO SHANGRI-LA★（2015年度・20時台。以降もFM COCOLOのローカル番組として継続）
  - 新発見!有楽町合金（2016年度・19時台まで）
  - ザ・プレイヤーズ（2016年度・20時台）
  - イマ旬!サタデーナイト（2017年度・19時台まで）
  - REPROFILE・春奈るな るなティックワールド・玉城ティナとある世界（2017年度・20時台のコンプレックス枠。各番組ともこれ以降も引き続きニッポン放送ローカルで放送され、「REPROFILE」「玉城ティナとある世界」は2018年ナイターオフ編成でネット番組に復帰したが、2019年4月改編で「るなティックワールド」は終了し、残る2番組も通年でニッポン放送ローカルとなる）
  - 高嶋ひでたけと里崎智也 サタデーバッテリートーク（2018年度・20時台前半まで）
  - 須田慎一郎のニュースアウトサイダー（2018年度・20時台後半。それまではニッポン放送ローカルで放送されていた）
  - オールナイトニッポンPremium（2019 - 2022年度。2017・2018年度は平日ナイターオフ番組枠で放送されていた）
  - 朝日奈央のあさひーりんぐ・THE RAMPAGE 吉野北人のほくらじ・しょうちゃんとヴァジャのBAR GOTEN（2023年度のコンプレックス枠。「あさひーりんぐ」は2022年ナイターオフ期にニッポン放送ローカルで放送された『朝日奈央のナイスフライデー』の続編）
- 銀河に吠えろ!宇宙GメンTAKUYA◇■[注釈 88]
- 石原さとみ SAY TO ME!○□
- 栗村智のHappy!ニッポン!◇■
- 「飯田浩司の「声だしていこー。」」（ナイターオフ編成時のみ）枠内
  - スズキアリーナ夕焼け応援団□（2008年度まで。東名阪ネット・企画ネット番組）
- タウンページpresents 石原良純のピーカン子育て日和!◇●■
- ジェロのいい歌山もり□
- サウンドトラベル◇▲■
- 高橋尚子 サインはQ◆◎
- トヨペットナイスミドル応援団◇○■●（ニッポン放送では「小倉智昭のラジオサーキット」内で放送）
- カジ旅フリープレゼンツ NON STYLEと峯岸みなみのフリースタイルジャーニー■（2022年度のナイターオフ編成のみ）
- 藤沢周平傑作選□
- 関ジャニ∞大倉忠義 日曜日好っきゃねん
- 大原櫻子 Happy Tuning!
- いきものがかりの超いきものラジオ!!!
- 清水富美加 みなぎるPM
- 三菱電機プレゼンツ 鈴木亮平 Going Up■（かつては◇）
- タッキーの滝沢電波城○●
- 中居正広のSome girl' SMAP→中居正広 ON&ON AIR
- 藤ヶ谷太輔 Peaceful Days
- 杏のAnytime Andante◇■
- 戸田恵子 オトナクオリティ◇■（2020年9月を以ってニッポン放送以外のネット局は打ち切り。以降はニッポン放送のみのローカル番組として2022年9月まで継続）
- SDGs MAGAZINE（2022年9月まで『（ショウアップ）ナイタースペシャル』枠内もしくは『SPECIAL BOX』枠で月1回放送。放送時間帯によってはニッポン放送のみのローカル放送。2022年10月からはニッポン放送ローカルの週1回番組に変更）
- 中村こずえのみんなでニッポン日曜日!→中村こずえのSUNDAY HAPPY MAP○（裏送り制作）
- サンドウィッチマンの東北魂◇
- 柳原可奈子のワンダフルナイト（かつては□○）
- 銀シャリのほくほくマネーラジオ（2020年のナイターシーズンにラジオ沖縄にネットされていた。以降はニッポン放送のみのローカル番組として2020年12月まで放送）
- OBP☆ただいま進化中!!（ニッポン放送での放送開始に伴い同局へ制作移管されていたが、2020年のナイターオフシーズン以降は再度ラジオ沖縄のみのローカル番組に戻り継続）
- 吉田拓郎 ラジオでナイト
- オールナイトニッポンサタデースペシャル 大倉くんと高橋くん▲■◆
- 中島みゆきのオールナイトニッポン月イチ◇★
- キリン一番搾りプレゼンツ ICHIBANプレイヤー!◇■（企画ネット番組、ナイターシーズンのみ）
- 小林克也のリクエストトップ3（ニッポン放送は裏送り制作のみで、放送はなし）
- スポーツ人間模様◇△（LF企画ネット番組。福岡はKBCラジオがネットしているが、同じく在福局でJRN単独加盟局のRKBラジオは「ザ・人間模様」として、CMのみネット）
- わんぱく宣言!〜全国こども作文・スピーチコンテスト〜◎（企画ネット番組、毎年5月5日放送）
- 中村こずえのサウンドピクチャー◎■（裏送り制作）
- 高橋みなみと朝井リョウ ヨブンのこと○
- DJ MIKIO 飯島勲 今夜も一緒に語りましょう!◇■
- 箱崎みどり BOOK & MUSIC SHELF
- 三代目 J SOUL BROTHERS 山下健二郎のZERO BASE（2021年3月を以ってニッポン放送以外のネット局は打ち切り。現在はニッポン放送のみのローカル番組として継続）
- 川井郁子 ハートストリングス■
- ももいろクローバーZ ももいろ歌合戦 ラジオで生中継◇（12月31日に放送された特番。平日開催の2020・2021年度は「オールナイトニッポン MUSIC10」や「オールナイトニッポンGOLD」に準じて、土曜開催の2022年度は土曜19・20時台のナイターオフ番組に準じて地方局へネット。2023年度は日曜開催、2024年度は昼間開催のため、ニッポン放送ローカル番組として放送）
- スポーツ伝説◇▲■

など。

#### 東海ラジオ 発
- 財津和夫の人生ゲーム
- 財津和夫の人生ゲーム21
ともにトヨタ自動車提供時代。東京地区は「人生ゲーム」がニッポン放送、「 - 21」は文化放送で放送。また北海道地区はSTVラジオで、大阪地区はABCラジオで放送。2009年（平成21年）3月29日放送分で、東海ラジオのみの放送となり、トヨタがスポンサーを降板。その後ツムラ・ツムラライフサイエンス（現・バスクリン）→三井不動産→ノンスポンサーとなり、番組終了。
- タチカワブラインド提供 ナイターオフ限定番組（「シルキー-」シリーズ）（東京地区は文化放送、大阪地区はラジオ大阪にネットしていたが、文化放送は1994年（平成6年）のナイターオフで打ち切り。番組は1995年（平成7年）のナイターオフまで続いた。東京支社制作）
- mamiのRADIかるコミュニケーション
1984年（昭和59年）10月 - 2009年（平成21年）10月4日まで放送（東京地区は未ネット。全国4局ネットで放送）
- 山本譲二の住まいるフレンド◎（東京地区は文化放送でネット）

など。

#### 朝日放送ラジオ（朝日放送） 発
- 日本プロ野球OBクラブ 熱血!Vトーク（武田薬品工業提供。ナイターオフは月 - 金の帯番組、ナイターインは月曜日の夕方に放送。東京地区は文化放送で放送）
- 流星倶楽部（2005年（平成17年）10月 - 2007年（平成19年）9月放送。全国16局ネット。その後、2008年（平成20年）に復活するが、半年で終了）
- ABCラジオ制作　ナイターオフ日曜夜9時枠の連続ラジオドラマ
  - 宮部みゆきのぼんくら・日暮らし → 京極夏彦連続ラジオドラマシリーズ百器徒然袋 雨・風 → ザ・ジョーカー → まほろばの青い花
    - 2005年（平成17年）10月 - 2009年（平成21年）3月までの毎年ナイターオフシーズンに放送していたラジオドラマ。東京地区は、ニッポン放送。名古屋地区は、東海ラジオ。北海道地区は、STVラジオ。福岡地区はKBCラジオで放送）
- 夏子と千和のツンピリラヂヲ（2009年7月 - 2014年6月。関東は2009年10月より文化放送で、名古屋地区はJRN単独加盟局のCBCラジオで放送）

#### MBSラジオ 発
- 宮崎哲弥 こころのすがた（2010年10月9日 - 2011年10月2日。関東は2010年10月10日より、ニッポン放送でネット）

#### ラジオ大阪 発
- アニメトピア
  - アニメトピアR
    - 東京地区は文化放送、名古屋地区は東海ラジオで放送。その後継番組として「アニメトピアR」も放送されたが、文化放送のみの放送。
- ハンター×ハンターR
- アニプレックスアワー
- KIREI NOTE Lounge（ニッポン放送との共同制作。2020年10月のレギュラー放送終了後は特番として編成されており、ナイターオフ編成期はニッポン放送の金曜の「SPECIAL BOX」枠でNRNネット）

#### KBS京都 発
- お父さんへの温かいメッセージ◇（企画ネット番組）
- 私の街から医食同源物語●▽（KBS番組）

#### 九州朝日放送 発
- 福岡国際マラソン
- ヨドバシカメラプレゼンツキャイ〜ンの家電ソムリエ◇□（ニッポン放送系）
- 大塚製薬ニュートラシューティカルズ事業部 presents 輝くわたし〜ふわり きらり（九州地方6局のブロックネット）

#### その他
制作局が、JRN単独加盟局発の番組
- 朝の歳時記 - CBCラジオ制作。全国のNRNネット加盟局で放送していた。東京地区は独立局のラジオ日本で放送していたが、途中から、文化放送に変更。QRは一時期、企画ネット番組扱いだった。北海道はHBCラジオ、大阪地区はMBSラジオ、福岡地区はKBCラジオで放送。
- いすゞ お父さん・お母さんへの手紙 - CBCラジオ制作。東京地区は文化放送、北海道はHBCラジオで放送。大阪地区はMBSラジオが企画ネット番組扱いで、夕方に放送。広告費削減の影響で、2009年（平成21年）4月3日終了。